# 169 (số)
169 (một trăm sáu mươi chín) là một số tự nhiên ngay sau 168 và ngay trước 170.